# 미티어 (웹 프레임워크)
미티어(Meteor) 또는 미티어JS(MeteorJS)는 Node.js를 사용하여 작성된 자유-오픈 소스 등정형 자바스크립트 웹 프레임워크이다. 미티어는 고속 프로토타이핑을 가능케 하며 크로스 플랫폼(안드로이드, iOS, 웹) 코드를 생성한다. 몽고DB와 연동되며 분산 데이터 프로토콜과 발행-구독 모델을 사용하여 개발자가 동기화 코드를 작성하지 않아도 자동으로 데이터의 변경사항을 클라이언트에 전파한다. 클라이언트에서 미티어는 자체 블레이즈(Blaze) 탬플릿팅 엔진과 함께 사용하거나 Angular 또는 리액트 프레임워크와 함께 사용할 수 있다.
미티어는 미티어 디밸롭먼트 그룹에 의해 개발되었다.

## 역사
약 8개월 간의 개발 후 미티어는 2011년 12월 처음 스카이브레이크(Skybreak)라는 이름으로 출시되었다. 2012년 4월, 이 프레임워크의 이름은 미티어(Meteor)로 변경되었으며 공식 런칭되었다.

## 패키지 및 도구
- Meteor Toys - 인앱 개발 도구[6]
- Meteor Candy - 인앱 관리 패널[7]
- InjectDetect - 데이터베이스 주입 공격 감지[8]
- Vulcan.js - 미티어 위에 빌드되는 React/GraphQL 스택[9]
- Apollo - 미티어를 지원하는 GraphQL 서버

## 같이 보기
- 웹 프레임워크
- 자바스크립트 라이브러리

### 도서
- 미티어코딩공작소